# San Dimas
San Dimas is een plaats (city) in de Amerikaanse staat Californië, en valt bestuurlijk gezien onder Los Angeles County.

## Demografie
Bij de volkstelling in 2000 werd het aantal inwoners vastgesteld op 34.980.
In 2006 is het aantal inwoners door het United States Census Bureau geschat op 35.714, een stijging van 734 (2.1%).

## Geografie
Volgens het United States Census Bureau beslaat de plaats een oppervlakte van
40,5 km², waarvan 40,2 km² land en 0,3 km² water. San Dimas ligt op ongeveer 291 m boven zeeniveau.

## Plaatsen in de nabije omgeving
De onderstaande figuur toont nabijgelegen plaatsen in een straal van 8 km rond San Dimas.

## Geboren
- Alex Morgan (1989), voetbalster